# Villafranco del Guadiana
Villafranco del Guadiana é uma aldeia e pedanía (entidade local menor) do município de Badajoz, Espanha, na comunidade autónoma da Estremadura. Em 2013 tinha 1 584 habitantes.
Situa-se 12 km a leste do centro de Badajoz e 3 km a oeste do Aeroporto de Badajoz, perto da margem esquerda (sul) do rio Guadiana, numa zona muito desenvolvida em termos agrícolas devido às extensas infraestrutura de irrigação, é uma das localidades criadas no âmbito do "Plano Badajoz", um programa ambicioso de desenvolvimento da agricultura da região de Badajoz originalmente delineado no início do século XX e concretizado durante a ditadura franquista entre 1952 e 1975. O plano envolveu a distribuição de terras a colonos provenientes não só da Estremadura, mas também de outras partes de Espanha. Antes de receberem as terras — geralmente cinco hectares por família, os colonos frequentaram um curso de agricultura de cerca de dois meses.[carece de fontes?]
A economia local baseia-se principalmente na agricultura e na indústria de conserva de tomate e hortaliças congeladas, cuja produção é, em parte, destinada a exportação. Há também uma unidade de piscicultura e quatro empresas de mobiliário em madeira. O Golfe Guadiana onde também há uma urbanização e um hotel, situa-se perto da localidade.[carece de fontes?]